# Електричар
Електричар је занат који се баве уградњом, и сервисирањем електричних инсталација и уређаја. Под овим појмом се подразумевају људи који се баве уређајима „јаке“ струје, за разлику од електроничара, тј. уређајима где кроз проводник протиче струја од десетак али више десетина ампера.
То подразумева:
- белу технику
- кућне инсталације
- електрична вуча
- трансформатори за напајање становништва и привреде
- пренос електричне енергије

## Ручни алати и инструменти
Електричар у свом раду користи различите алате и инструменте:
- Изолована клешта
- Шпицангле
- Одвијач
- Глимерицу
- Електрични мерни инструменти: (Волтметар, Амперметар, Омметар ... )

## Средства заштите
Ово је по живот опасно занимање. Неопходно је да се предузимају све неопходне и прописане мере заштите. Према ситуацији и величини напона, користе се следећа средства:
- искључење напона преко осигурача
- изолован алат
- гумене рукавице и чизме
- заштитни шлем..